# Грат (консул 280 года)
Грат (лат. Gratus) — римский политический деятель второй половины III века.

## Биография
О биографии Грата почти не сохранилось никаких сведений. Возможно, его отцом был консул 250 года Веттий Грат. В таком случае его полное имя, предположительно, было следующее — Гай Веттий Грат. Известно, что он занимал должность ординарного консула с Мессалой в 280 году.